# Sörtjärnen (Ramsele socken, Ångermanland, 705568-150671)
Sörtjärnen är en sjö i Sollefteå kommun i Ångermanland och ingår i Ångermanälvens huvudavrinningsområde.